# Habil Jabr (huyện)
Huyện Habil Jabr là một huyện thuộc tỉnh Lahij, Yemen. Đến thời điểm năm 2003, huyện này có dân số 41474 người